# Nagari Pasilihan
Nagari Pasilihan is een bestuurslaag in het regentschap Solok van de provincie West-Sumatra, Indonesië. Nagari Pasilihan telt 503 inwoners (volkstelling 2010).